# Livskraftig
Livskraftig (LC) (engelska: least concern) är en term som används vid bedömning av arters bevarandestatus, det vill säga av hur hotade de är. Till kategorin livskraftig förs arter vilka inte står inför större hot inom en nära framtid. Dessa arter tas inte upp i rödlistningar.